# François Lajugie
François Lajugie, né le 31 janvier 1996 à Bordeaux, est un footballeur français, qui joue au poste de défenseur central au FC Annecy.

## Biographie

### En club
François Lajugie naît à Bordeaux, et est originaire de Malemort en Corrèze. Il est formé à Malemort puis à l'ESA Brive. À l'âge de 15 ans, il rejoint le centre de formation du FC Nantes. Après deux ans, il décide de quitter le club et retourne à Brive. Il est ensuite recruté par l'US Orléans.
Le 15 mai 2015, il dispute son premier match en professionnel contre l'AC Arles-Avignon en Ligue 2. La saison suivante, il ne dispute que trois rencontres de National.
Il s'engage ensuite au CA Bastia, au cours d'une saison qui voit le club atteindre les huitièmes de finale de Coupe de France.
En 2017, il fait son retour dans le Limousin rejoint le Limoges FC.
Un an plus tard, il fait son retour en Corse et rejoint le FC Bastia-Borgo.
En 2022, il rejoint le FC Annecy en Ligue 2, où il signe son premier contrat professionnel. Le club atteint les demi-finales de Coupe de France cette année-là.

### Profil
François Lajugie est formé au poste de milieu de terrain, avant d'être repositionné en défense centrale. Il cite la capacité à répéter les efforts et sa générosité comme ses qualités premières.